# খ
খ(kha)は、ベンガル文字の13番目の文字で、2番目の子音である。

## 概要
খはベンガル文字の2番目の子音。কと発音が似ているが、কは無気音なのに対してখは有気音である。

## 合字
- খ্ と ব を合わせると「খ্ব」となる。縦向きに書いたもの

縦向きに書いたもの

- খ্ と য を合わせると「খ্য」となる。

- খ্ と র を合わせると「খ্র」となる。この文字は外国語を音訳するために使われ、ベンガル語の話者は使用しない。

- খ と র্を合わせると「র্খ」となる。

## 符号位置
| 文字 | Unicode | JIS X 0213 | 文字参照        | 説明 |
| ---- | ------- | ---------- | --------------- | ---- |
| খ    | U+0996  | ‐          | &#x996; &#2454; | kha  |